# Alix Collombon
Alix Collombon (Lyon, 17 de marzo de 1993) es una jugadora profesional de pádel francesa, y extenista, que en la actualidad ocupa la 20.ª posición en la clasificación World Padel Tour.

## Carrera deportiva
Alix Collombon comenzó su carrera deportiva en el tenis, donde llegó a disputar dos finales ITF individuales, una el 10 de marzo de 2013, en Amiens, y otra el 16 de marzo de 2014, en la ciudad griega de Heraclión. También disputó una final ITF en Lérida, y alcanzó el puesto 457 en la WTA.

### Padel
A los 22 años, Collombon, decidió pasarse al pádel, y en tan sólo dos años ingresó en la clasificación World Padel Tour.
En 2021 hizo historia, al ser la primera francesa en alcanzar una final del World Padel Tour. Lo hizo en el Lerma Challenger, junto a la española  Jessica Castelló. En la final, sin embargo, cayeron derrotadas por 6-0 y 7-5. Dos semanas después, volvieron a repetir final, en este caso en La Nucia Challenger, logrando esta vez la victoria por 6-1 y 6-3, logrando convertirse en la primera jugadora de pádel francesa en conseguir un título en el World Padel Tour.

## Palmarés

### Pádel
- La Nucía Challenger 2021, junto a Jessica Castelló
- Alfafar Challenger 2021, junto a Jessica Castelló